# Petaurillus
Petaurillus là một chi động vật có vú trong họ Sóc, bộ Gặm nhấm. Chi này được Thomas miêu tả năm 1908. Loài điển hình của chi này là Sciuropterus hosei Thomas, 1900.

## Các loài
Chi này gồm các loài:
- Petaurillus hosei (Thomas 1900), norra Borneo
- Petaurillus emiliae (Thomas 1908), norra Borneo
- Petaurillus kinlochii (Robinson & Kloss 1911), Malackahalvön